# Hassanal Bolkiah
Hassan al Bolkiah Mu'izzaddin Waddaulah (n. 15 iulie 1946) este al 29-lea Sultan al Bruneiului și prim ministru al Brunei Darussalam. Este fiul cel mare al sultanului Omar Ali Saifuddien al III-lea.

## Biografie
A studiat în Brunei, în Malaezia, la Kuala Lumpur și la Academia Militară Regală Sandhurst din Marea Britanie. În 1961 era numit prinț moștenitor, și era chemat în țară în 1967, înainte de a-și finaliza studiile la Sandhurst, când tatăl său a abdicat, în urma presiunilor britanice. Hassanal Bolkiah a fost încoronat sultan la 01 august 1968.
Deși i se permite să aibă 4 soții, în prezent are doar una. A avut 3 soții: prima, Pengiran Anak Saleha îi era vară și căsătoria era aranjată; a doua soție, Pengiran Isteri Hajah Mariam, a fost însoțitoare de bord și au divorțat în 2003; a treia soție a fost Azrinaz Mazhar Hakim, mai tânără cu 33 de ani, fostă prezentatoare Tv în Malaezia și au divorțat în 2010. Are 12 copii din cele 3 căsătorii, 5 fii și 7 fiice.
În 1984, statul Brunei își câștiga independența și se numea Brunei Darussalam Negara (Brunei, lăcașul de pace). În cinstea independenței, sultanul construia un palat cu 1788 camere, cupole de aur, un garaj pentru 800 de mașini, cel mai mare palat locuit din lume. Hassanal Bolkiah a devenit prim-ministru și ministru al Apărării și Finanțelor, comandant al forțelor armate, șef al poliției, conduce compania petrolieră și radiofuziunea națională, serviciile de informații, este șeful suprem al Islamului în Brunei. În același an, 1984, Brunei Darussalam devenea membru al Organizației Națiunilor Unite.
În primii ani ai domniei sale a manifestat un interes scăzut față de afacerile de stat, preferând să practice jocuri de noroc, polo, curse, iahting. În 1985, Brunei-ul intră în Asociația Națiunilor din Asia de Sud-Est. Sultanul a început să investească în afaceri imobiliare internaționale, în același timp investind în automobile, opere de artă, bijuterii, avioane personalizate și în 1980 se implică în tranzacții financiare cu Mohamed Al-Fayed, apoi cu Elliott Abrams, în 1985, pentru lupta împotriva guvernului din Nicaragua.
În 1985 a permis formarea Partidului Național Democrat, dar l-a dizolvat în 1988, după ce i s-a cerut să demisioneze. În timpul crizei asiatice din 1997-1998, Hassanal Bolkiah a sprijinit statele membre ASEAN prin creșterea investițiilor în Malaezia, oferind ajutor Indoneziei și Thailandei.

## Avere
El a fost considerat "cel mai bogat om din lume" de către revista Forbes în 1997, cu o avere de peste 40 miliarde dolari. Potrivit Forbes, el s-a întors în 2005 în top 5 (Nr. 2, după ce regele Abdullah al Arabiei Saudite) din cele mai bogate familii de guvernământ din lume. Veniturile sale private depinzând în primul rând la nivelul unui baril de țiței. În 2008, poziția sa a fost consolidată prin creșterea prețurilor de țiței. 
Hassanal Bolkiaheste cunoscut pentru pasiunea sa atipică pentru mașini, prototipuri de lux sau chiar de Formula 1. În anii 1990 Hassanal Bolkiah a cumpărat aproape jumătate din producția de Rolls-Royce, BMW, Mercedes-Benz, Ferrari, Lamborghini,etc.